# Siphlophis cervinus
Espèce
Synonymes
- Coronella cervina Laurenti, 1768
- Coluber audax Daudin, 1803
- Coluber maximiliani Merrem, 1820
- Lycognathus scolopax Duméril, Bibron & Duméril, 1854
- Dipsas leucocephala Boettger, 1894
- Clelia euprepa Griffin, 1916
- Drepanodon attenuatus Barbour & Noble, 1921

Siphlophis cervinus  est une espèce de serpents de la famille des Dipsadidae.

## Répartition
Cette espèce se rencontre :
- au Panama ;
- au Venezuela dans les États d'Amazonas et de Bolívar ;
- à Trinité ;
- en Colombie ;
- en Équateur ;
- en Guyane ;
- au Brésil dans les États de Maranhão et du Pará ;
- dans le Centre de la Bolivie.

Sa présence est incertaine au Pérou.

## Description
Siphlophis cervinus est un serpent très coloré, noir, jaune et rouge qui mesure entre 60 et 80 cm de long. Il est fin avec un tête distincte du cou. Ses yeux sont grands et la pupille est verticale.  C'est un serpent venimeux opistoglyphe, il est néanmoins totalement inoffensif pour l'homme.

## Biologie
Cette espèce est nocturne et semi-arboricole. Il se rencontre dans les forêts tropicales humides et se nourrit essentiellement de lézards qu'il surprend durant leur sommeil. 

## Publication originale
- Laurenti, 1768 : Specimen medicum, exhibens synopsin reptilium emendatam cum experimentis circa venena et antidota reptilium austriacorum, Vienna Joan Thomae, p. 1-217 (texte intégral).